# Ann-Marie Skarp
Ann-Marie Helena Skarp, född 7 januari 1952 i Sollentuna, är en svensk bokförläggare. Hon är dotter till Åke Skarp och gift med Jan Guillou.
Skarps far var regementschef vid Lv 5 1968–1975; hennes syster Kerstin Skarp har varit biträdande riksåklagare. Skarp är delägare i, förlagschef och sedan 2005 även verkställande direktör för Piratförlaget. 25 april 2017 fick hon Kungliga Patriotiska Sällskapets Näringslivsmedalj – en belöning för framstående entreprenörskap – ur kronprinsessan Victorias hand.
Skarp har deltagit i TV-programmet På spåret två gånger tillsammans med sin man Jan Guillou. Första gången vann laget första matchen mot förra årets vinnare. Andra matchen förlorade laget mot Pia Conde och Thomas Pettersson. Andra gången laget var med i På spåret förlorade de båda sina matcher.